# Ocotea maximilianea
Ocotea maximilianea är en lagerväxtart som först beskrevs av Nees & Mart. och Christian Gottfried Daniel Nees von Esenbeck, och fick sitt nu gällande namn av P.L.R.Moraes. Ocotea maximilianea ingår i släktet Ocotea och familjen lagerväxter. Inga underarter finns listade i Catalogue of Life.